# Маара
Маара̀та (на гръцки: Αγγίτη, Ангити или Μααρά, Маара, от турското mağara, пещера) е пещера край село Нови Калапот (Ангитис) в дем Просечен (Просоцани), Егейска Македония, Република Гърция. От нея изтича река Панега, която е приток на река Драматица (Ангитис), а в Гърция се смята за нейно начало. От северната страна пещерата се казва Елески дупки.

## Описание
Пещерата е най-голямата речна пещера в света с дължина 21 километра. По нея протича река Панега. Подземната ѝ красота се определя от огромните и с различна форма и оцветяване сталактити. Във вътрешността ѝ температурата е постоянна през цялата година, като на въздуха е 17 °C, а на водата - 13 °C. Пещерата е с благоустроена за посещения дължина около 500 метра. Забележителност е начинът, по който реката извира под планината. Подземната река събира водите си преди всичко от водосбора около Зърнево (Елеската котловина). Заедно с други четири пещери, между които и известната Алистратска пещера, тя образува пещерната система на река Панега. Пещерата е втора по дължина измежду проучените в Гърция.
Името Маара има арабски произход и означава малка пещера. На еврейски тази дума означава вода от планината. Малка част от входната част на пещерата е известна още от древността. В околността на пещерата са провеждани археологически изследвания и е намерен бивник от мамут, който е изложен в Археологическия музей на Драма. В пещерата е открит уникален вид риба, който е навлязъл 6500 метра навътре в пещерата, както и уникален вид полупрозрачно ракообразно на 7100 метра от входа на пещерата. За пещерата е направено съобщение и за прозрачен вид риба.
Пещерата е достъпна от Драма, Кавала, Сяр и Солун. Тя е отворена за посетители от 2001 година.
Работно време – летен сезон: от 10:30 до 19:00 часа; зимен сезон: от 10:30 до 17:00 часа.